# DSA-692
La DSA-692 es una carretera perteneciente a la Red Secundaria de la Diputación Provincial de Salamanca que une la  DSA-690  con la localidad de Villanueva de los Pavones.

## Origen y Destino
La carretera  DSA-692  tiene su origen en La Orbada en la intersección con la carretera  DSA-690 , y termina en el casco urbano de Villanueva de los Pavones, formando parte de la Red de carreteras de Salamanca.